# Deutsche Schwimmmeisterschaften 1896
Die 13. Deutschen Meisterschaften im Schwimmen fanden am 9. und 10. August 1896 am Kochsee in Charlottenburg, heute ein Ortsteil von Berlin, statt. Es wurde eine Strecke von 100 m sowie 1500 m geschwommen. Zusätzlich begann mit dieser Ausgabe der Mehrkampf, welche aus Tauchen, Springen und 100 m Schwimmen bestand. Diese Disziplin wurde bis zu den Deutschen Schwimmmeisterschaften 1936 ausgetragen. Zudem fanden Vorläufe (ohne Meisterschaft) in 100 m Rücken und 500 m Brust statt. 
| Disziplin       | Name          | Verein          | Zeit        | Punkte |
| --------------- | ------------- | --------------- | ----------- | ------ |
| 100 m Freistil  | Eugen Wolf    | EWASC Wien      | 1:28,0 min  | –      |
| 1500 m Freistil | Arnold Töpfer | Poseidon Berlin | 26:02,2 min | –      |
| Mehrkampf       | Paul Guhl     | Poseidon Berlin | –           | 31,23  |